# Раян Фредерікс
Раян Марлоу Фредерікс (англ. Ryan Marlowe Fredericks, нар. 10 жовтня 1992, Гаммерсміт, Англія) — англійський футболіст, фланговий захисник клубу «Борнмут».

## Ігрова кар'єра

### Клубна
Раян Фредерікс є вихованцем футбольної академії лондонського клубу «Тоттенгем Готспур». З 2010 року футболіста було внесено до заявки першої команди. В матчах чемпіонату Фредерікс не провів жодного матчу. Але брав участь у матчах Ліги Європи. Не маючи ігрової практики в основі «Тоттенгема», Фредерікс був відправлений в оренду. Восени 2012 року він грав в оренду у клубі «Брентфорд».
У січні 2014 року Фредерікс до кінця сезону був відправлений в оренду у клуб «Міллволл». Повернувшись до «Готспур» після оренди Фредерікс продовжив дію контракту з клубом до 2016 року. Влітку 2014 року до кінця сезону Фредерікс перейшов в оренду до клубу «Мідлсбро».
Після повернення з оренди футболіст підписав контракт з клубом «Брістоль Сіті» але провів в команді лише чотири гри і в кінці серпні 2015 року вже приєднався до лондонського клубу «Фулгем». У стані «Котеджерів» футболіст провів три сезони і зіграв понад сто матчів. А влітку 2018 року захисник підписав контракт на чотири роки з клубом Прем'єр-ліги «Вест Гем Юнайтед». Першу гру в АПЛ Фредерікс провів у серпні 2018 року проти «Ліверпуля».
Після завршення контракту з «молотобійцями» Фредерікс як вільний агент приєднався до клубу АПЛ «Борнмут», з яким уклав дворічну угоду.

### Збірна
У 2011 році Раян Фредерікс викликався до складу юнацької збірної Англії (U-19), де провів один поєдинок.

### Досягнення
Фулгем
- Переможець Плей-офф Чемпіоншипа: 2017/18[9]